# مصطفی حقی‌پور
مصطفی حقی‌پور (انگلیسی: Mostafa Haghipour؛ زاده ۲۱ مهٔ ۱۹۸۲) یک بازیکن فوتبال اهل ایران است.